# Бичков Михайло Іванович
Бичков Михайло Іванович (рос. Михаил Иванович Бычков; нар. 22 травня 1926, Москва, СРСР — пом. 17 травня 1997, Москва, Росія) — радянський хокеїст (правий нападник) і футболіст (захисник).
Чемпіон світу 1954 і бронзовий призер Олімпійських ігор 1960. Заслужений майстер спорту СРСР (1954). Член клубу Всеволода Боброва (257 голів).

## Клубна кар'єра
Спортивна біографія розпочалася у футболі. Виступав у захисті за «Трактор» (Сталінград) і «Торпедо» (Москва). Разом у лізі провів 159 матчів. В останньому своєму сезоні, чемпіонаті 1954 року, провів 21 поєдинок. Лише на один більше провели лідери команди Валентин Іванов і Едуард Стрєльцов. Володар кубка СРСР 1949, 1952. Михайло Бичков — останній, з видатних радянських хокеїстів, які влітку грали у футбол. Надалі йому, як гравцю національної збірної з хокею, було заборонено брати участь у футбольних змаганнях.
У хокеї виступав за московські «Крила Рад» (1950—1962). Разом з одноклубником Гуришевим, армійцями Бобровим, Шуваловим і нападником «Динамо» Уваровим входить до п'ятірки найрезультативніших радянських гравців 50-х років. За необхідності виконував захисні функції. Чемпіон СРСР 1957 року. Другий снайпер турніру — 31 закинута шайба. Тричі здобував срібні нагороди і чотири рази — бронзові. Більшість часу грав в одній ланці з Миколою Хлистовим і Олексієм Гуришевим. Це атакувальне тріо, у 50-х роках, шість разів було найрезультативнішим у лізі, а загалом закинуло 732 шайби. Цей результат довгий час був рекордним у чемпіонаті СРСР. Володар кубка СРСР 1951, фіналіст — 1952, 1954. Разом у національному кубку забив 28 голів.

## Виступи в збірній
У складі національної збірної здобув бронзову нагороду на Олімпійських іграх 1960 у Скво-Веллі.
Чемпіон світу 1954, другий призер 1955, третій — 1960. На чемпіонатах Європи — три золоті нагороди (1954, 1955, 1960). На чемпіонатах світу та Олімпійських іграх провів 21 матч (5 закинутих шайб), а разом у складі збірної СРСР — 42 матчі (14 голів).

## Досягнення
| Нагороди             | Команда     | Кількість | Роки                   |
| -------------------- | ----------- | --------- | ---------------------- |
| Олімпійські ігри     |             |           |                        |
| Бронза               | СРСР        | 1         | 1960                   |
| Чемпіонат світу      |             |           |                        |
| Золото               | СРСР        | 1         | 1954                   |
| Срібло               | СРСР        | 1         | 1955                   |
| Бронза               | СРСР        | 1         | 1960                   |
| Чемпіонат Європи     |             |           |                        |
| Золото               | СРСР        | 3         | 1954, 1955, 1960       |
| Чемпіонат СРСР       |             |           |                        |
| Золото               | «Крила Рад» | 1         | 1957                   |
| Срібло               | «Крила Рад» | 3         | 1955, 1956, 1958       |
| Бронза               | «Крила Рад» | 4         | 1951, 1954, 1959, 1960 |
| Кубок СРСР           |             |           |                        |
| Володар              | «Крила Рад» | 1         | 1951                   |
| Фіналіст             | «Крила Рад» | 2         | 1952, 1954             |
| Кубок СРСР з футболу |             |           |                        |
| Володар              | «Торпедо» М | 2         | 1949, 1952             |